# Tyskarna från Lund
Tyskarna från Lund, TFL, är en humoristisk syntpopgrupp som är ett projekt från Varanteatern. TFL är huvudsakligen en parodi på västtysk syntpop från 1970- 80-talen, som exempelvis Kraftwerk. 
Under 2004 gjorde gruppen tillsammans med Svenska kocklandslaget den officiella låten för det svenska kocklandslagets deltagande i kock-OS; Kniven Gaffeln Skeden.

## Medlemmar (pseudonymer)
- Lothar Jensen
- Dieter Emung
- Rudi Könnermann (ej medverkande under Getings und bajs)
- Heinz Ulrich
- Johann Bauer (endast Getings und bajs)
- Mattias Lauridsen

Från Expressen 2002-12-25
Rudi Könnerman = Fredrik Åkerman
Heinz Ulrich = Olof Wallberg
Dieter Emung = Fredrik Ljungberg
Lothar Jensen = Anders Andersson

## Diskografi

### Album
- 2003 – Metamorphobia
- 2004 – Die Quelle

### Singlar
- - "Getings und bajs"
- 2002 – "Global Fussball OK!"
- 2004 – "Kniven, gaffeln, skeden" (tillsammans med Svenska kocklandslaget)
- 2006 – "Global Fussball 06!"
- 2018 – "Global Fussball Xopowo"